# Waldgebiete bei Holzhau
Waldgebiete bei Holzhau este o arie protejată (arie de protecție specială avifaunistică — SPA) din Germania întinsă pe o suprafață de 1.546 ha, integral pe uscat.

## Localizare
Centrul sitului Waldgebiete bei Holzhau este situat la coordonatele 50°43′42″N 13°35′12″E / 50.7283°N 13.5867°E.

## Înființare
Situl Waldgebiete bei Holzhau a fost declarat arie de protecție specială avifaunistică în noiembrie 2006 pentru a proteja 14 specii de animale.

## Biodiversitate
Situată în ecoregiunea continentală, aria protejată nu include niciun habitat protejat.
La baza desemnării sitului se află mai multe specii protejate de  păsări (14): minunița (Aegolius funereus), Anas platyrhynchos platyrhynchos, barză neagră (Ciconia nigra), ciocănitoare neagră (Dryocopus martius), muscar (Ficedula parva), becațină comună (Gallinago gallinago), ciuvică (Glaucidium passerinum), sfrâncioc roșiatic (Lanius collurio), sfrâncioc mare (Lanius excubitor excubitor), gaia roșie (Milvus milvus), ciocănitoare verzuie (Picus canus), mărăcinar (Saxicola rubetra), cocoșul de mesteacăn (Tetrao tetrix tetrix), nagâț (Vanellus vanellus).